# أنجيلا كوران
أنجيلا كوران (بالإنجليزية: Angela Curran)‏ هي ممثلة بريطانية، ولدت في 1959.

## وصلات خارجية
- أنجيلا كوران على موقع IMDb (الإنجليزية)
- أنجيلا كوران على موقع قاعدة بيانات الفيلم (الإنجليزية)